# Massimo Stanzione

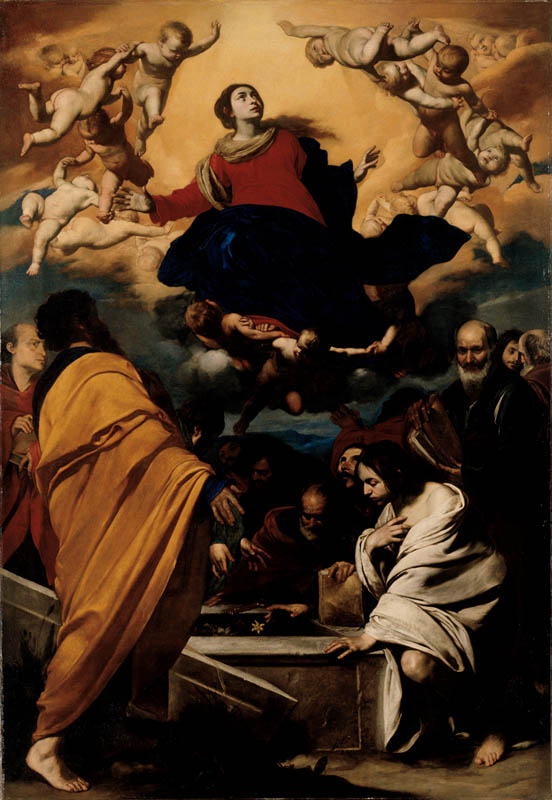
Massimo Stanzione: Mariä Himmelfahrt, 1635, North Carolina Museum of Art

Massimo Stanzione (auch Stanzioni; * um 1586–1595, wahrscheinlich in Orta di Atella (bei Neapel); † ca. 1656 in Neapel) war ein italienischer Barockmaler und Freskant. Er war einer der führenden Künstler der neapolitanischen Schule und wird auch der neapolitanische Guido Reni genannt, in Anspielung auf die Eleganz seines Stils.

## Leben
Geburtsort und -datum von Massimo Stanzione sind nicht dokumentarisch gesichert. Laut der Überlieferung durch den neapolitanischen Kunstschriftsteller De Dominici wurde er um 1585 in Orta d’Atella bei Neapel geboren. Da Stanzione zum ersten Mal 1615 nachgewiesen ist, könnte er jedoch auch erst in den frühen 1590er Jahren geboren sein. Er selber soll sich als Schüler von Fabrizio Santafede bezeichnet haben: „…bevor ich die schönen Sachen von Guido Reni gesehen habe“.

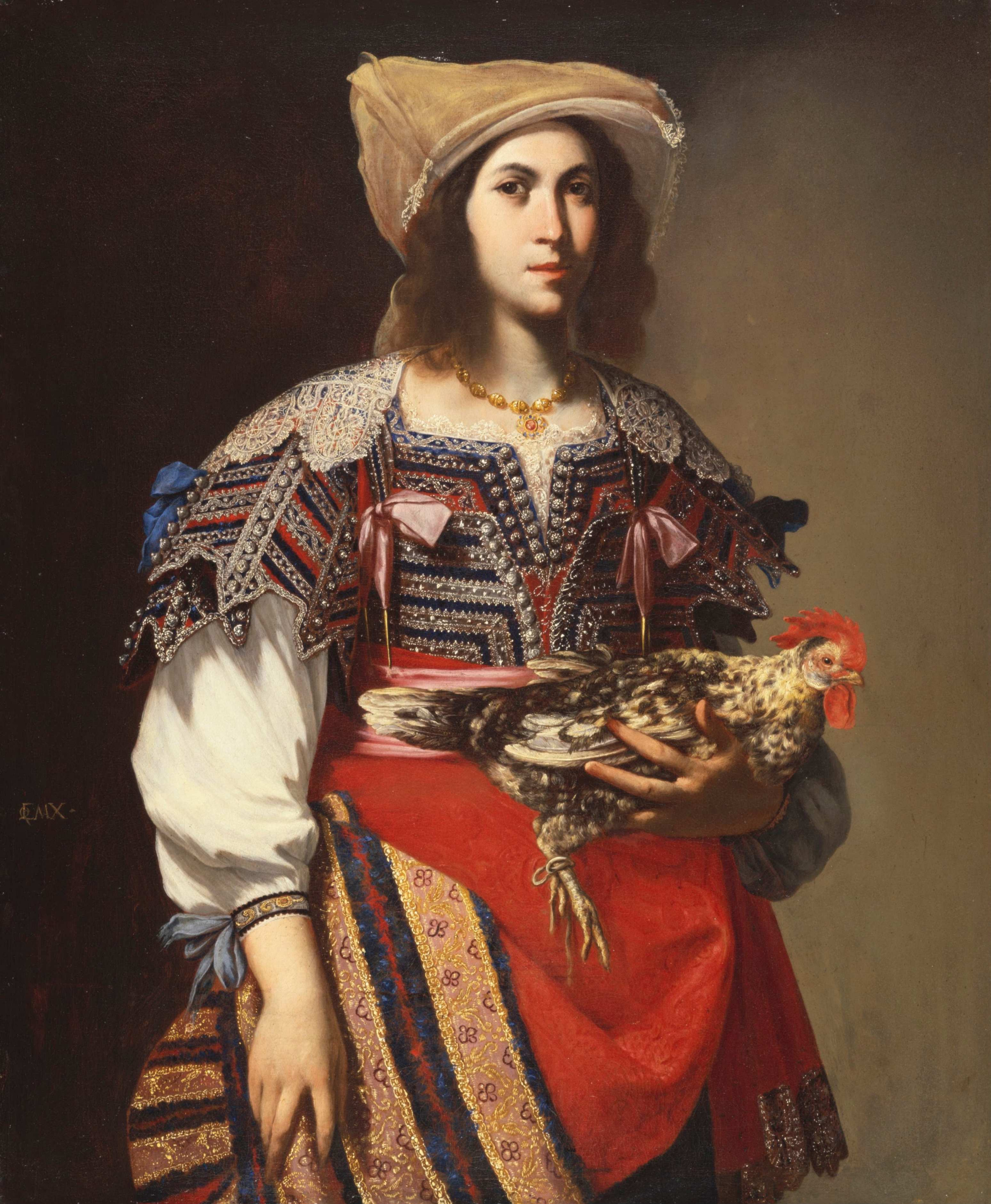
Das Mädchen mit dem Hahn, 1635, Fine Arts Museums, San Francisco

Manchmal wird angenommen, dass er als Porträtist begann, zumindest beziehen sich die ersten erhaltenen Dokumente über Stanzione auf einige Bildnisse, die er 1615 für zwei Auftraggeber malte. Am 20. Januar 1616 erhielt er die Bezahlung für ein Bild der Hl. Karl und Franziskus von Assisi, auf dem er auch den Stifter Claudio Fiorillo porträtierte (nicht erhalten).
Der berühmte Dichter Giambattista Basile widmete Stanzione bereits 1617 die längste Ode in seiner Sammlung Madrigali et Ode und erwähnt dabei vier nicht erhaltene oder identifizierte Gemälde aus dem mythologischen Themenkreis: einen Hektor und Achilles, eine Gigantomachia, Hero und Leander, sowie Venus und Amor.
Seine beiden ersten öffentlichen Aufträge erhielt Stanzione aus Basiles Heimatort Giugliano, von der Bruderschaft des San Vito (1615) und von der Kirche der Santissima Annunziata, für die er eine Darbringung der Jungfrau Maria im Tempel schuf (spätestens 1618). Dieses Gemälde ist das erste, nicht gut erhaltene Werk des Künstlers.
Von Oktober 1617 bis April 1618 hielt sich Stanzione in Rom auf, um für die Unbeschuhten Karmelitinnen eine Madonna in Glorie und Leben des Hl. Andreas in der Kapelle des Seligen und kurz darauf heiliggesprochenen Andrea Corsini in Santa Maria della Scala zu malen (nicht erhalten oder identifiziert). In Rom kam er in Berührung mit den neuesten Kunstströmungen, wie den klassischen Werken von Annibale Carracci und seiner Schüler, sowie mit den Tenebristen in der Nachfolge von Caravaggio, insbesondere mit Simon Vouet und Jusepe de Ribera. Der letztere wurde bald darauf in Neapel sein „Rivale“, mit dem er zusammen die Kunstszene beeinflusste.

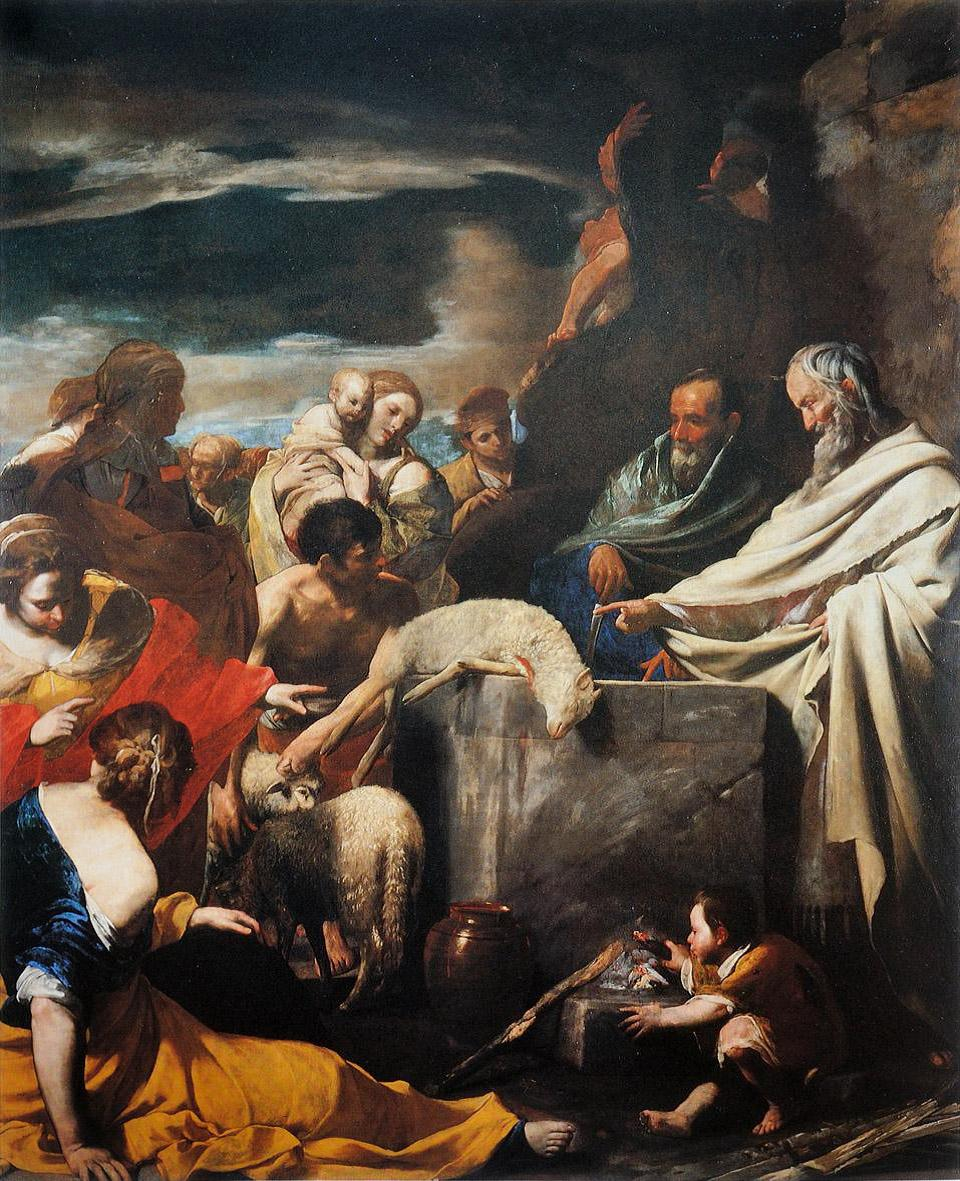
Opfer des Moses, ca. 1628–30, Museo di Capodimonte, Neapel

In den 1620er Jahren genoss Massimo Stanzione und seine Kunst bereits so hohes Ansehen, dass er gleich dreimal mit Ritterwürden bedacht wurde. Zuerst verlieh ihm Papst Gregor XV. am 14. Mai 1621 den Orden vom Goldenen Sporn („Speron d’oro“) und ernannte ihn zum Pfalzgrafen („conte palatino“). Am 2. Juli 1627 ernannte ihn Urban VIII. zum Christusritter (cavaliere dell’Ordine di Gesù Cristo); außerdem gehörte Stanzione zu den Rittern des Hl. Georg (cavaliere di S. Giorgio). Nicht zuletzt aufgrund dieser päpstlichen Ehrungen wird vermutet, dass er sich in den 1620er Jahren mehrfach in Rom aufhielt und dabei verschiedene Kunststile studieren konnte. Seine Gemälde zeichnete er von da an mit der Signatur „EQUES MAXIMUS“ (lateinisches Wortspiel, das sowohl „Ritter Massimo“, als auch „größter Ritter“ heißen kann).
Von Einfluss auf Massimo Stanziones weitere künstlerische Entwicklung war auch seine Freundschaft mit Artemisia Gentileschi nach deren Umzug nach Neapel. Die beiden Künstler scheinen auch mehrmals zusammengearbeitet zu haben.
Wahrscheinlich auf Empfehlung eines Kartäusermönchs, der in Rom lebte und in einem Brief vom 1. Juni 1630 Stanziones „wahrhaft exzellente Arbeiten“ („lavori veramente eccellenti“) und „seinen glänzenden Ruf“ („illuminata fama“) lobte, erhielt der Maler zahlreiche Aufträge für eines der bedeutendsten künstlerischen Projekte im frühbarocken Neapel: die Dekoration der Certosa di San Martino. Zwischen 1630 und 1637 schmückte er die Kapelle des Hl. Bruno mit Fresken und Ölgemälden und malte 1638 für die Eingangsseite der Kirche eine Pietà, die laut De Dominici in einer Art Wettstreit mit Ribera entstand, welcher kurz zuvor das gleiche Thema für die Kartäusermönche dargestellt hatte. Weitere Gemälde schuf Stanzione für den Chor und die Sakristei der Kirche, für die Kapelle Johannes des Täufers (ab 1640) und die Kapelle des Hl. Hugo (vor 1644), außerdem die Fresken mit Geschichten aus dem Alten Testament und aus dem Leben Christi im sogenannten Passetto (Durchgang) zur Sakristei (vor 1644).

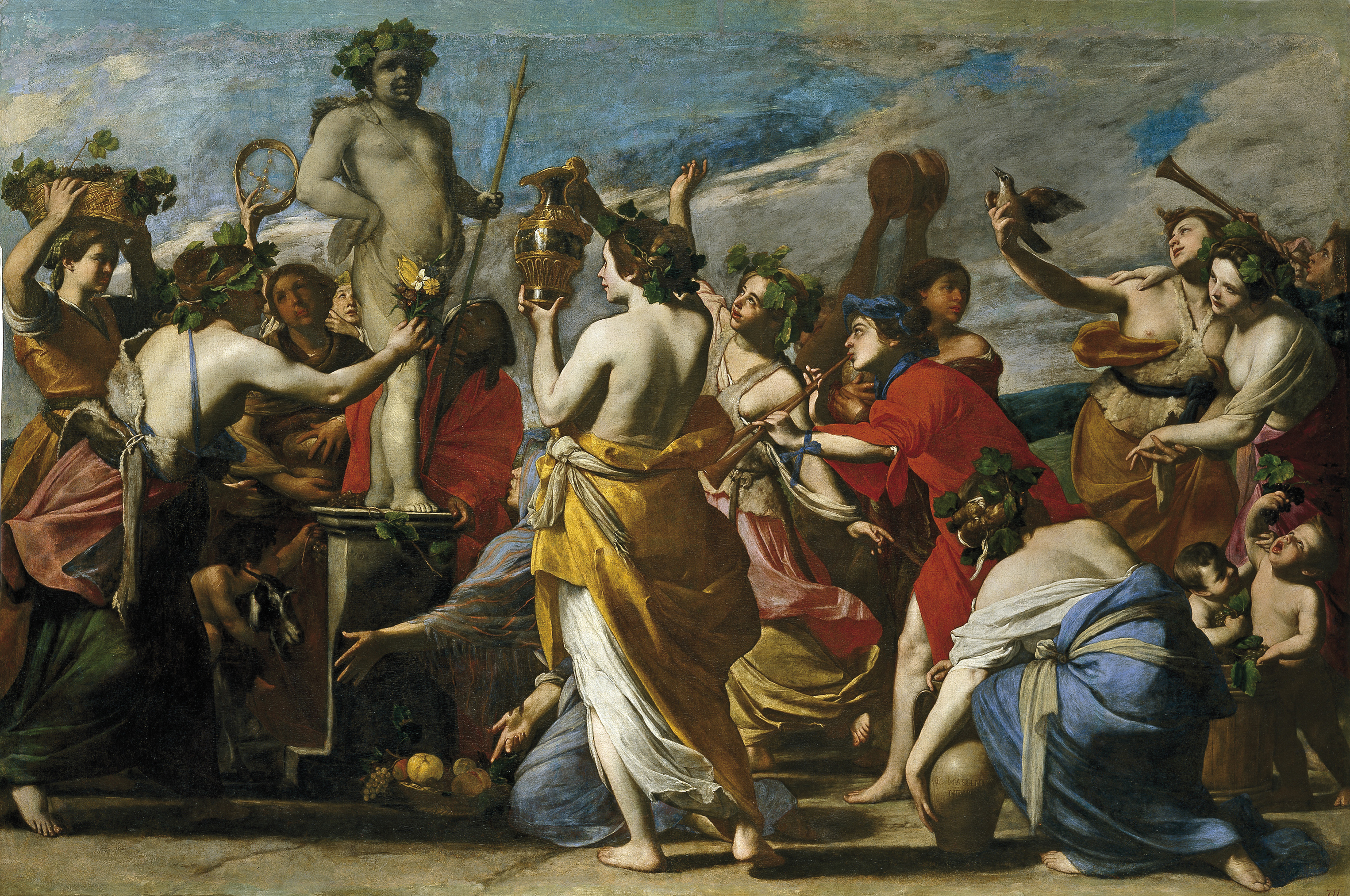
Bacchusopfer (oder Bacchanal), ca. 1636, Prado, Madrid

Daneben erhielt Stanzione auch Aufträge von König Philipp IV. von Spanien, der bei ihm für die Kapelle des Buen Retiro-Palastes vier Szenen aus dem Leben Johannes d. Täufers (1633–35) bestellte, und ein Bacchusopfer (oder Bacchanal), das sich 1666 im Alcázar von Madrid befand; all diese Bilder sind heute im Prado in Madrid zu sehen.
Ab Ende der 1630er Jahre arbeitete Stanzione an zahlreichen weiteren bedeutenden Aufträgen in Neapel, darunter der Freskenzyklus zum Leben der Jungfrau Maria im Chorraum von Gesù Nuovo (1639–40), die Deckenfresken im Kirchenschiff von Santa Maria Regina Coeli (1639–47) und im Cappellone des Hl. Giacomo della Marca in Santa Maria la Nova (1644–46). Von 1642 bis 1644 schuf er unter Beteiligung der Werkstatt Deckenfresken über das Leben der Heiligen Petrus und Paulus im Hauptschiff von San Paolo Maggiore, die nur teilweise erhalten sind.
Hinzu kommen bedeutende Altarbilder für die Kathedrale von Pozzuoli (1635–37) und für die neapolitanischen Kirchen Santa Maria delle Anime del Purgatorio ad Arco (1638–1642), San Pietro a Maiella, San Diego all’Ospedaletto sowie die Rosenkranzmadonna in der Cappella Caro-Cacace in San Lorenzo Maggiore (1642–1651). Für die Sakristei der Cappella del Tesoro di San Gennaro (im Dom von Neapel) malte er als Ersatz für ein unvollendetes Bild des vorzeitig verstorbenen Domenichino das Gemälde San Gennaro heilt eine Besessene (1641–46). Weitere Meisterwerke dieser Jahre sind die Anbetung der Hirten für die Chiesa del Divino Amore (um 1645) und die Marienkrönung für San Giovanni Battista delle Monache, die sich heute beide im Museo di Capodimonte befinden.

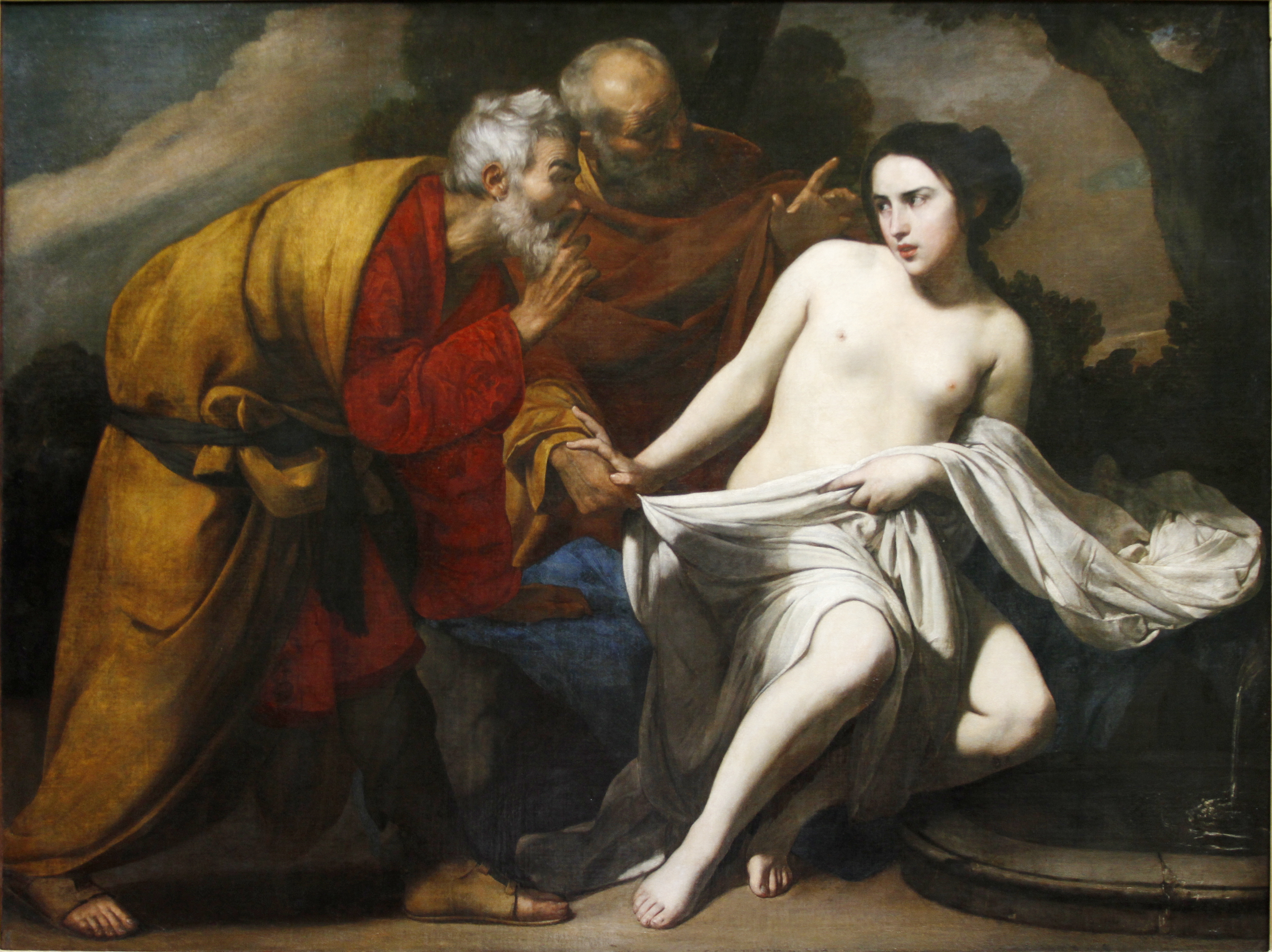
Susanna und die Alten, Städel, Frankfurt a. M.

In einem Brief vom 14. November 1651 an den Kunstsammler Antonio Ruffo in Messina bekannte Stanzione, dass er nur ungern Bilder der „profanen Geschichte und nackte Frauen“ („istoria profana e di donne ignude“) male. Nichtsdestotrotz werden Gemälde wie sein Selbstmord der Lucrezia oder seine Darstellungen der Kleopatra (u. a. in der Eremitage, St. Petersburg) von Kunsthistorikern zu den modernsten und eindrücklichsten der neapolitanischen Malerei des Seicento gezählt.
Von Stanziones berühmten Porträts sind nicht besonders viele Beispiele erhalten. Eines seiner bekanntesten Gemälde ist das Mädchen mit dem Hahn (Fine Arts Museum, San Francisco), ein signiertes Frauenporträt in volkstümlicher Tracht, dessen Entstehung auf etwa 1635 geschätzt wird. Erwähnenswert ist auch das Bildnis des Jerome Bankes, eines reichen Engländers, der sich um 1650 auf seiner Italienreise von Stanzione malen ließ (Kingston Lacy House, Dorset).
Massimo Stanzione starb höchstwahrscheinlich während der großen Pestepidemie von 1656, der auch mehrere andere neapolitanische Maler zum Opfer fielen. Seine unvollendet gebliebene Visitation für die Cappella Merlino in Gesù Nuovo musste von Santillo Sannino fertiggestellt werden.

## Würdigung

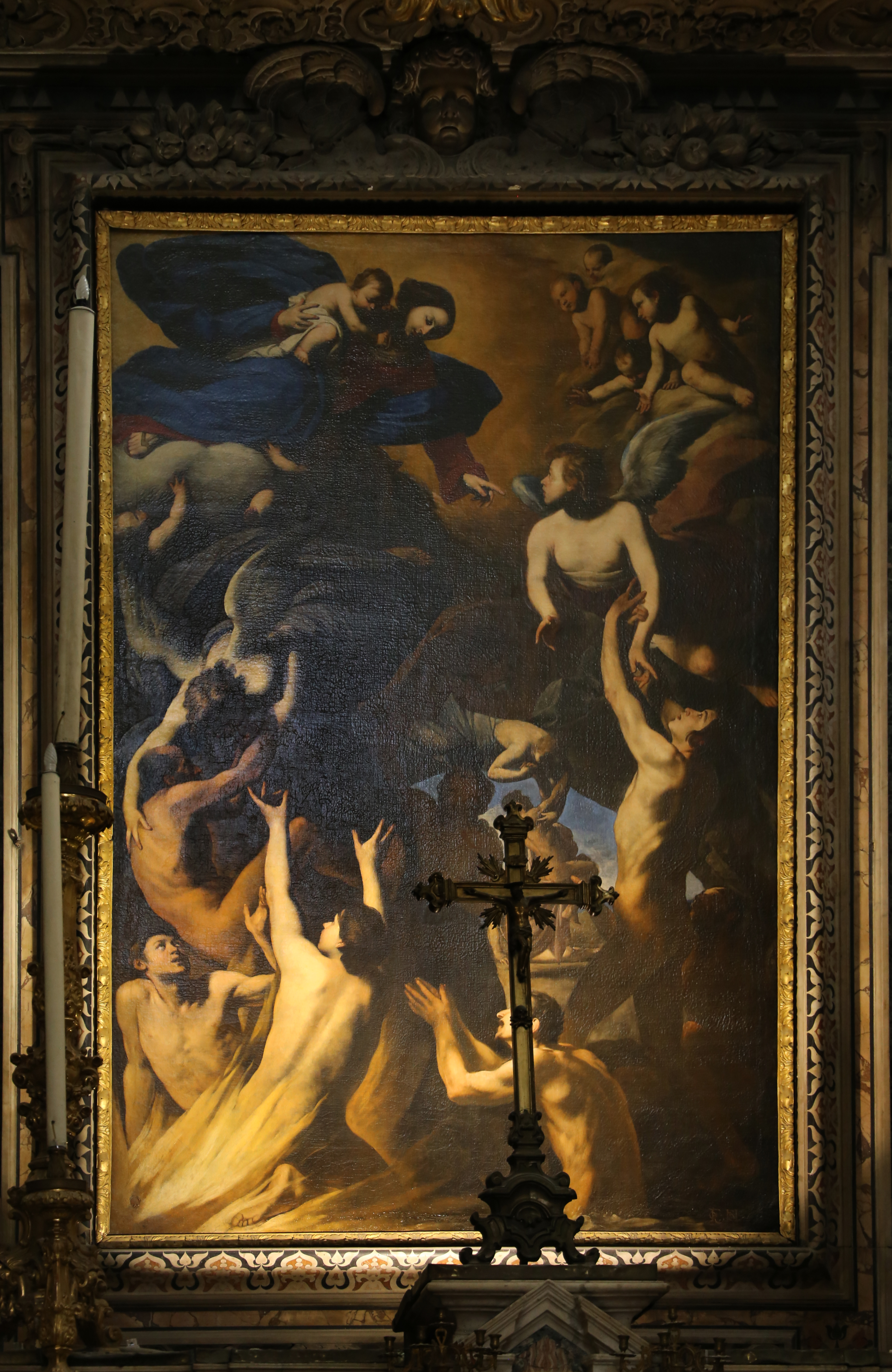
Madonna mit den Seelen im Purgatorium, 1638–42, Santa Maria delle Anime del Purgatorio ad Arco, Neapel

Massimo Stanzione war gemeinsam mit Jusepe de Ribera einer der bedeutendsten und einflussreichsten Maler Neapels und zog zahlreiche Studenten und Nachahmer an. Aufgewachsen in der neapolitanischen Tradition und mit den frühen Caravaggisten Battistello Carracciolo, Carlo Sellitto und Filippo Vitale, erhielt er durch seine Romaufenthalte und später auch in Neapel vielfältige Anregungen durch den elegant gezügelten Tenebrismus Simon Vouets und von den Klassizisten aus der Schule der Carracci, insbesondere von Guido Reni und Lanfranco. Von Einfluss auf Stanziones künstlerische Entwicklung war auch seine Bekanntschaft mit Artemisia Gentileschi, an der ihn besonders ihre Art, den Gemälden Farbe zu verleihen, beeindruckte, ihren Stil dagegen übernahm er nicht.
Aus diesen teilweise kontroversen Idealen kreierte Massimo Stanzione seinen eigenen farbenprächtigen, realistischen und zugleich ästhetisch-eleganten Stil, den man als eine Art Mischung aus dem Tenebrismus in der Nachfolge Caravaggios und dem Klassizismus Renis in gemäßigter Form verstehen könnte. Er kombinierte die dramatischen Beleuchtungen der Caravaggisten mit der klassischen und lyrischen Malerei der Bologneser Maler. Im Gegensatz zum oft düsteren, farblich eintönigen und krassen Stil der Tenebristen wirkt Massimo Stanziones Malerei freundlich, warm und lebensbejahend; andererseits ist ihm auch die Kühle der Klassizisten fremd. Ein Ausgleich dieser Strömungen gelang ihm einerseits mithilfe der lieblichen Anmut seiner ziemlich plastisch modellierten Figuren (besonders Frauen), andererseits – und besonders bei größeren Werken – durch ein ausgewogenes Kolorit, bei dem er innerhalb eines relativ dunklen Ambientes und zusätzlich zu gedeckten Farben leuchtende Rot- und Blautöne mit Gelb oder Goldgelb zu einer harmonischen und edlen Gesamtwirkung komponiert. Diese Kombination von leuchtenden Farben in einer dunklen Umgebung könnte er sich von Baroccis Werken in Rom abgeschaut und in einem barocken Sinne abgewandelt haben. Ergänzt wird dies durch die ausgeprägte und wirkungsvolle Eleganz, Harmonie, Ausgewogenheit und Natürlichkeit seiner Bild-Kompositionen.
In den letzten beiden Jahrzehnten seiner Laufbahn näherte er sich stärker den Idealen von Reni und Domenichino, also letztlich von Raffael, an.

## Bildergalerie

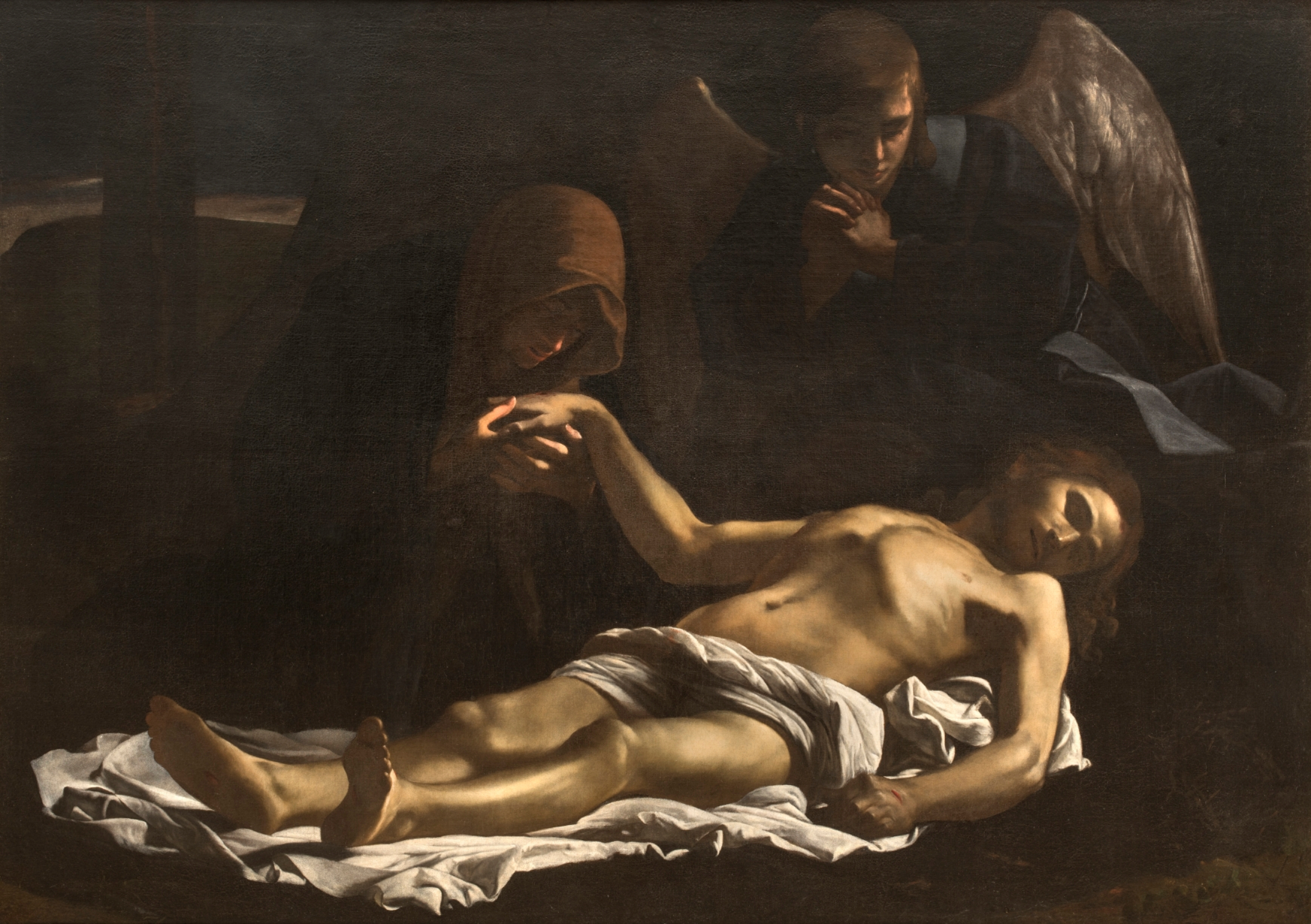
Pietà, 1621–25, Palazzo Barberini, Rom
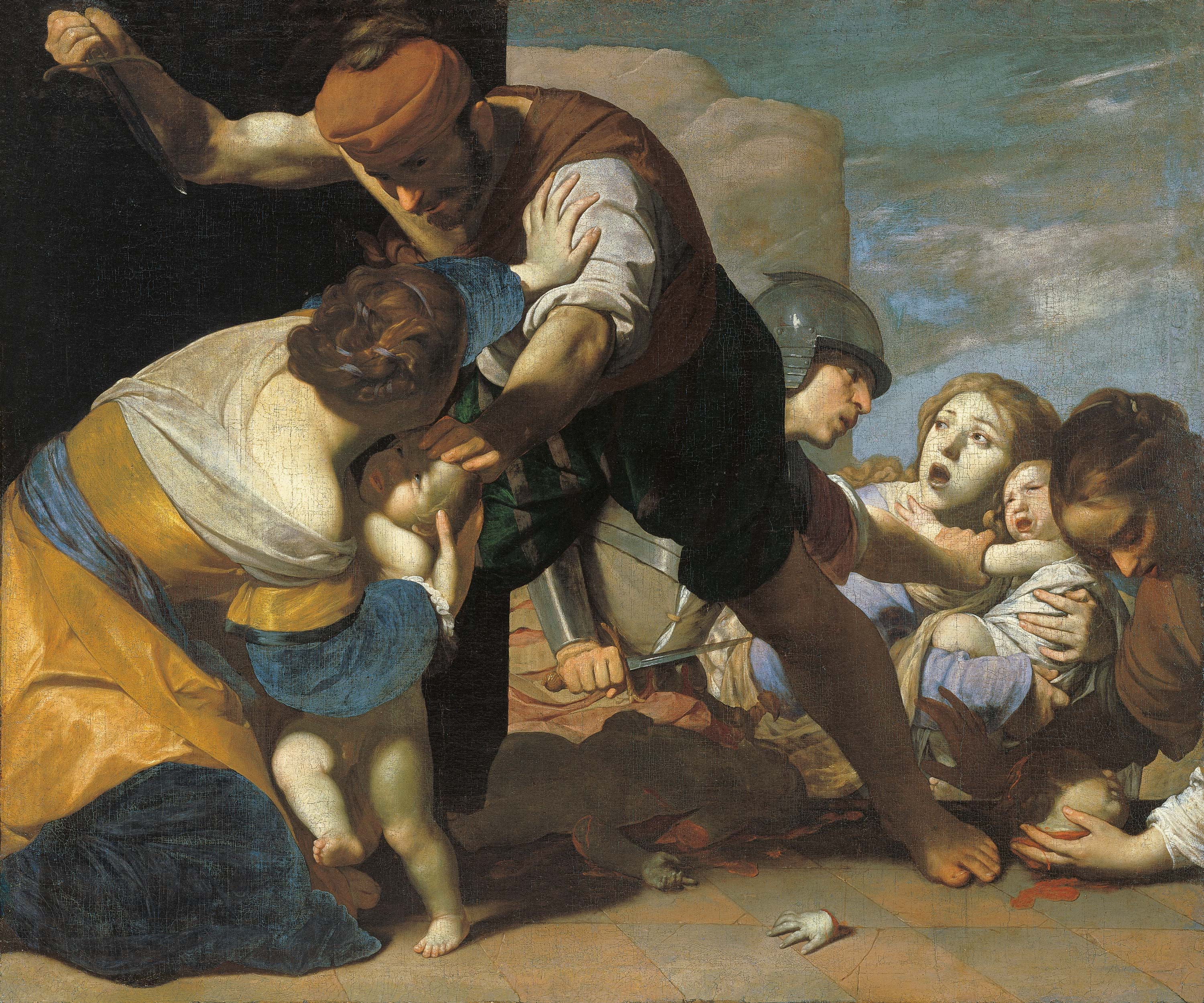
Bethlehemitischer Kindermord, Harrach’sche Familiensammlung, Schloss Rohrau
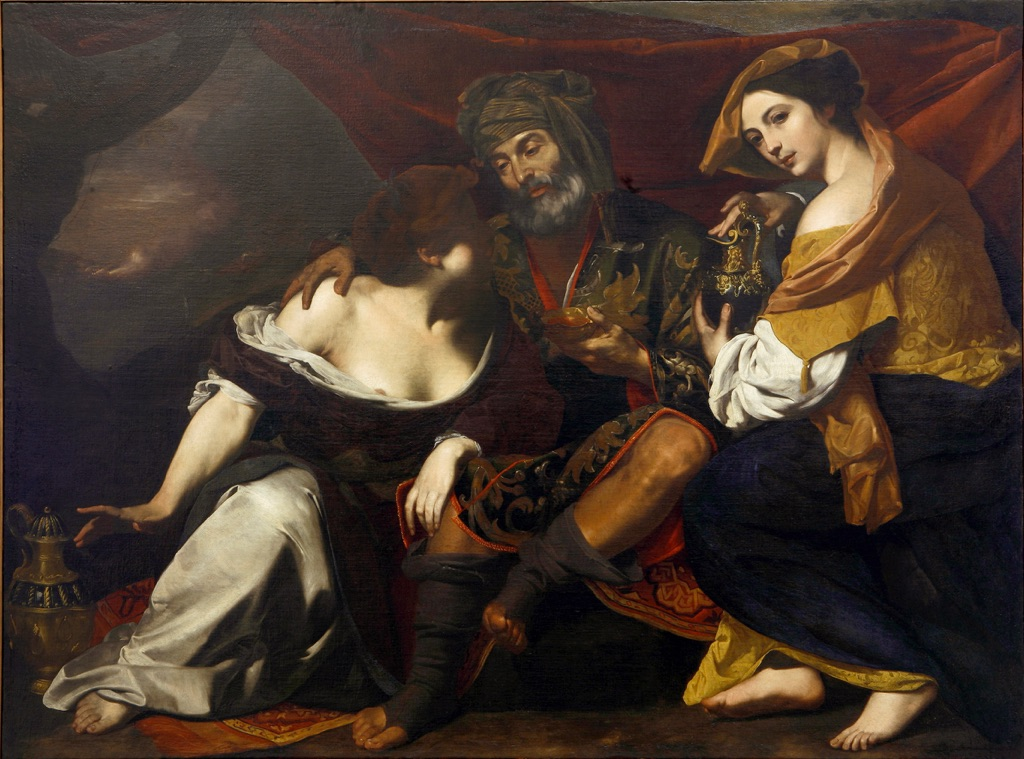
Lot und seine Töchter, Galleria Nazionale di Cosenza
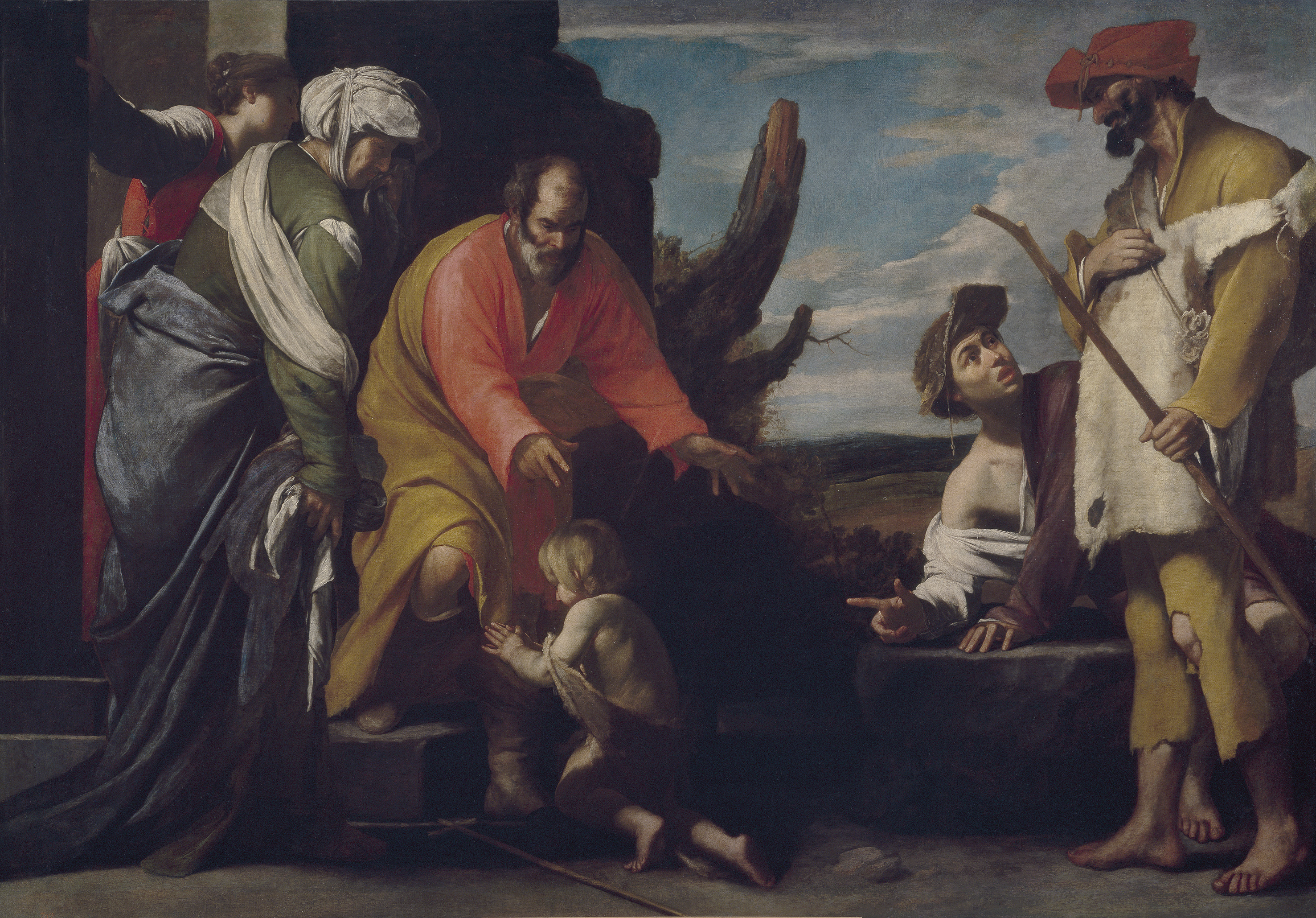
Johannes der Täufer verabschiedet sich von seinen Eltern, um 1635, Prado, Madrid
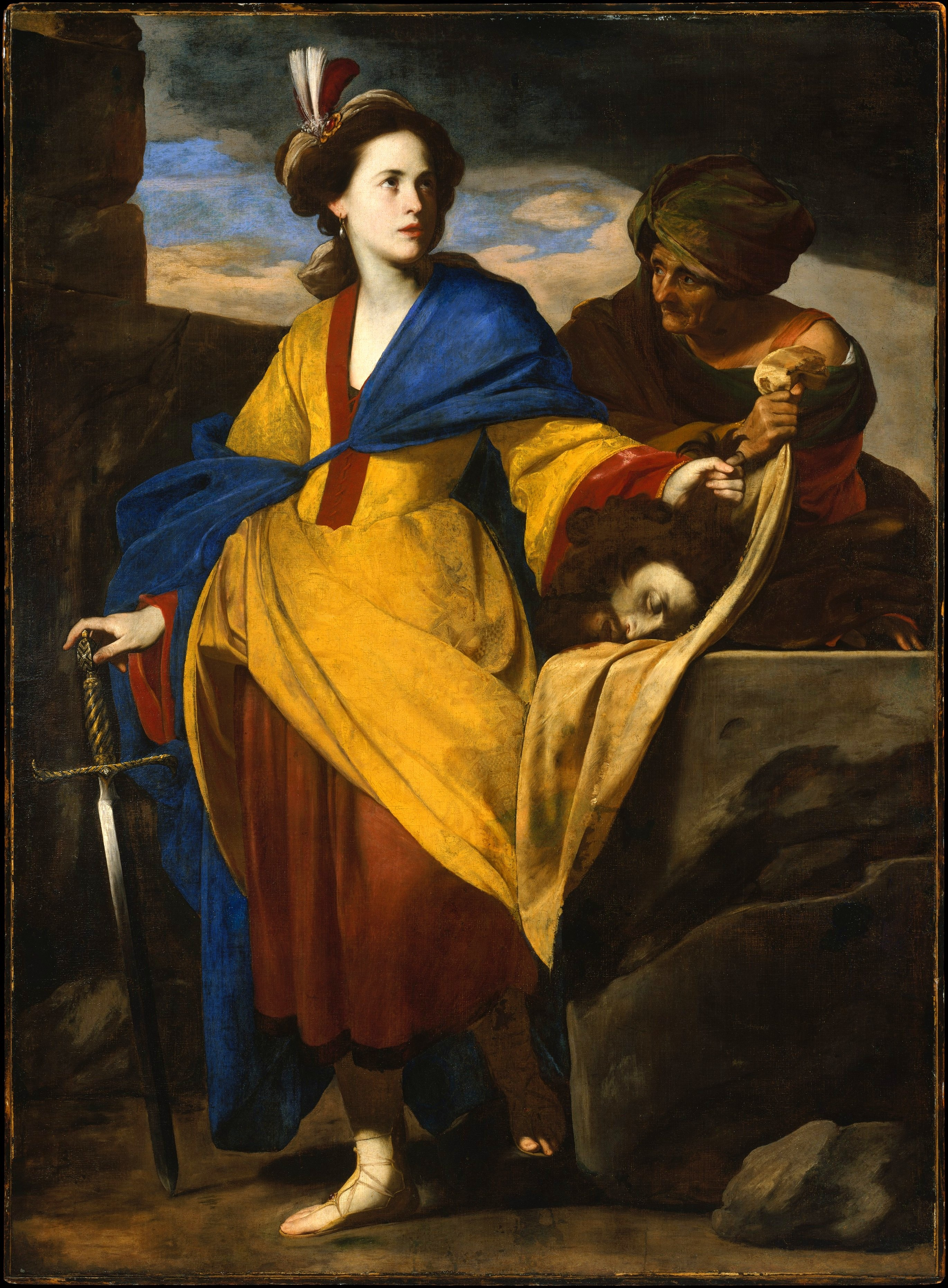
Judith mit dem Haupt des Holofernes, ca. 1630–35, Metropolitan Museum of Art, New York
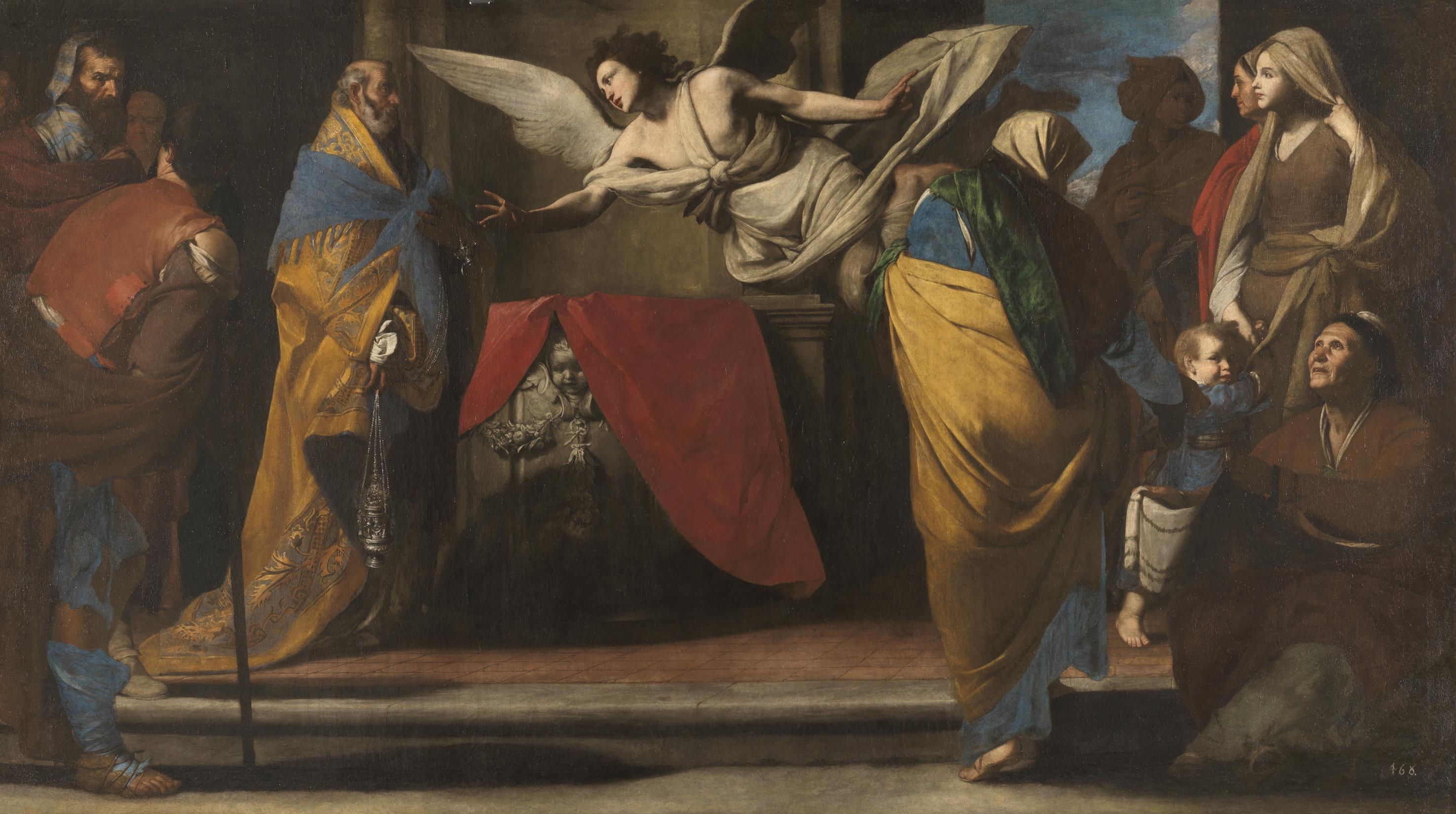
Ein Engel verkündet Zacharias die Geburt Johannes d. Täufers, um 1635, Prado, Madrid
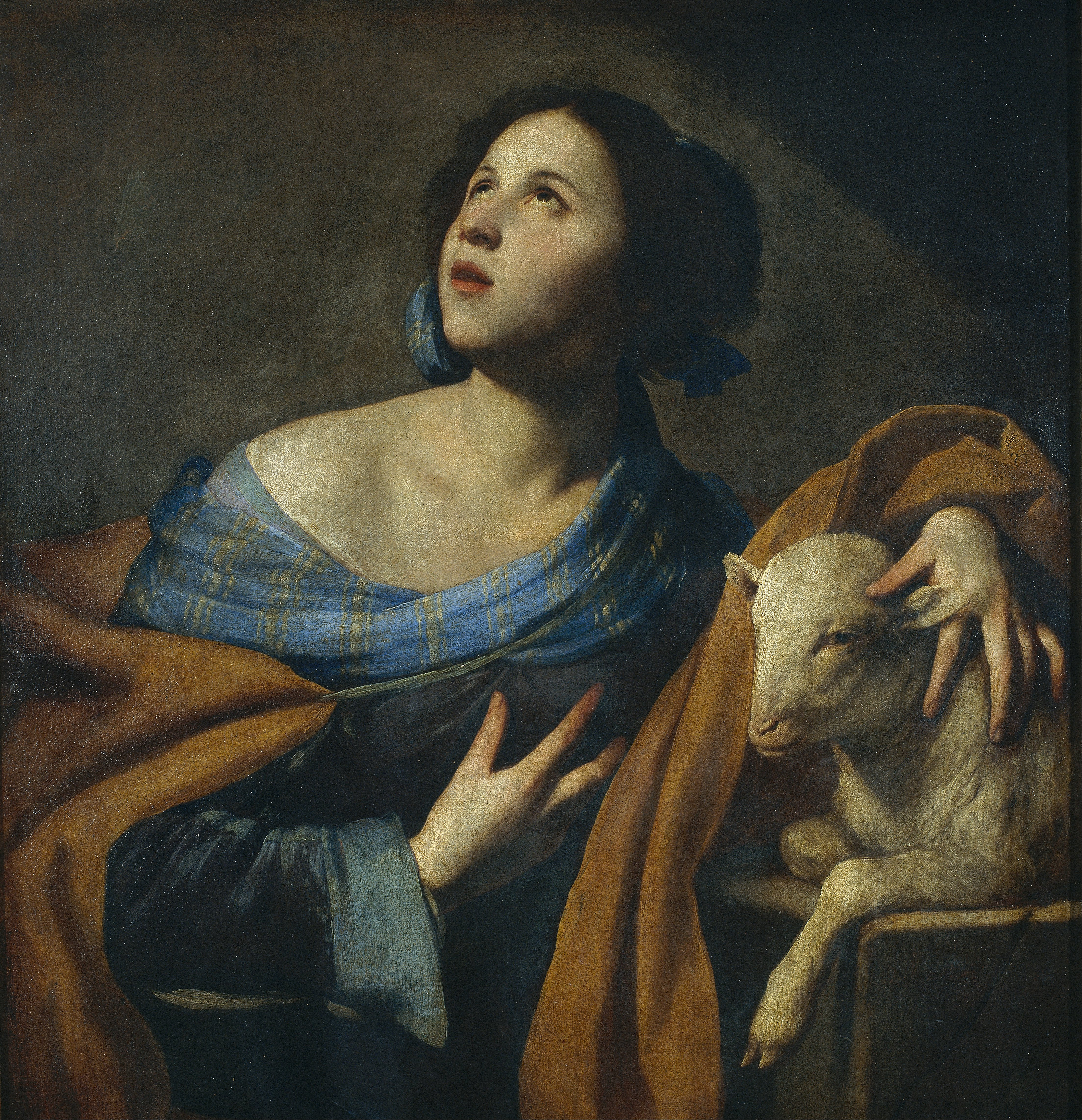
Hl. Agnes, Museu Nacional d’Art de Catalunya, Barcelona
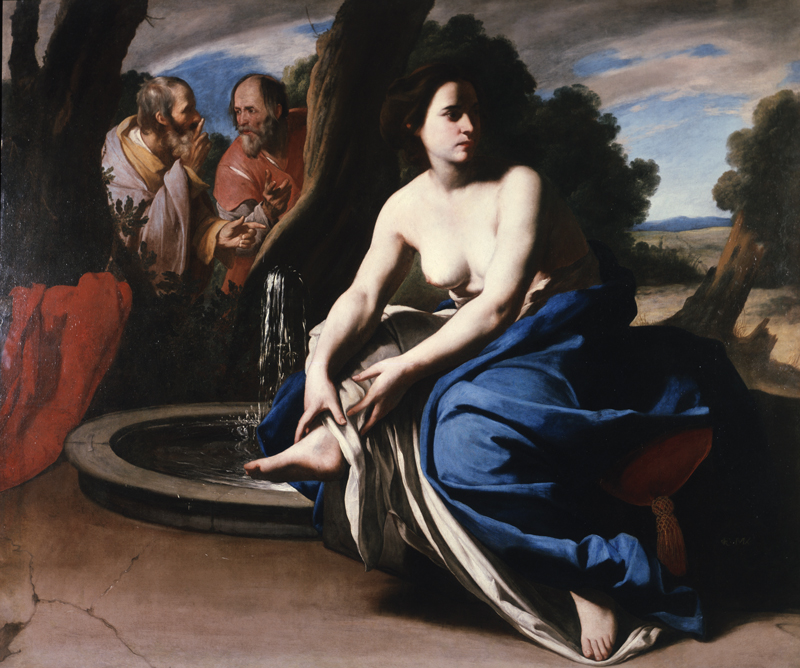
Susanna und die beiden Alten, 1645, Joslyn Art Museum, Omaha (Nebraska)

## Werke (Auswahl)

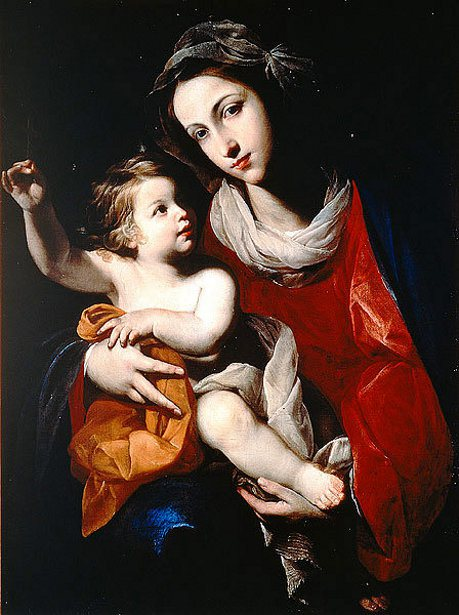
Madonna und Kind

- Darbringung der Jungfrau Maria im Tempel, Santissima Annunziata, Giugliano (vor 1618, schlecht erhalten)
- Salomé mit dem Haupt Johannes d. Täufers, Privatsammlung, Rom
- Martyrium der Hl. Agathe, Museo di Capodimonte, Neapel
- Pietà, Palazzo Barberini, Rom
- Anbetung der Könige, Privatsammlung, Philadelphia
- Martyrium des Hl. Laurentius, David Owsley Museum of Art, Muncie (Indiana)
- Opfer des Moses, Museo di Capodimonte, Neapel
- Susanna und die Alten, Städelsches Kunstinstitut, Frankfurt a. M.
- Himmelfahrt Mariae, North Carolina Museum of Art, Raleigh
- Verschiedene Werke in der Certosa di San Martino:
  - Anbetung der Hirten, im Kapitelsaal, 1626
  - Dekoration in Öl und Fresko in der Kapelle des Hl. Bruno (1630–1637) und in der Kapelle Johannes des Täufers (ab ca. 1640, unvollendet)
  - Pietà, an der Eingangsseite der Kirche, 1638
  - Christus beim Paschafest, im Chor der Kirche, 1639
  - Christus verlässt das Haus des Kaifas, in der Sakristei (gemeinsam mit dem Quadraturmaler Viviano Codazzi), vor 1644
  - Geschichten aus dem Alten Testament und aus dem Leben Christi, Fresken im Passetto (Durchgang) zur Sakristei, vor 1644
  - Madonna und Kind mit den Hl. Ugo und Antelmo, Kapelle des Hl. Hugo, vor September 1644
- Vier Szenen aus dem Leben Johannes d. Täufers, (urspr. für die Kapelle des Buen Retiro-Palastes) Prado, Madrid, 1633–35
- Selbstmord der Lucrezia, Privatsammlung, Rom, um 1635
- Kleopatra, Eremitage, St. Petersburg
- Kleopatra, Palazzo Durazzo-Pallavicini, Genua
- Bacchanal, (urspr. für den Palacio del Buen Retiro) Prado, Madrid, ca. 1636
- das Mädchen mit dem Hahn, Fine Arts Museum, San Francisco
- Gitarrenspieler, einst in der Sammlung Della Vecchia, Neapel
- Bildnis des Jesuitenmissionars Álvaro Semedo, Galleria Benucci, Rom, um 1640
- Porträt von vier Herren (aus dem Magistrat von Neapel ?), Privatsammlung, Florenz
- Marienzyklus, Fresken im Presbyterium von Gesù Nuovo, Neapel, 1639–40
- Tod des Hl. Joseph, Cappella Sabia in San Diego all’Ospedaletto, Neapel, vor März 1640
- Madonna mit den Seelen des Purgatoriums, Hauptaltar von Santa Maria delle Anime del Purgatorio ad Arco, Neapel, 1638–1642
- Leben der Hl. Petrus und Paulus, San Paolo Maggiore, Neapel, 1642–1644 (mit Werkstatt, schlecht erhalten)
- Drei Szenen aus dem Leben der Maria, Deckengemälde in Santa Maria Regina Coeli, Neapel, 1639–1647
- Drei Szenen aus dem Leben des Hl. Diego d’Alcalá, Fresken im Cappellone des Hl. Giacomo della Marca in Santa Maria la Nova, Neapel, 1644–46
- Predigt des San Patroba vor dem Volk von Pozzuoli, Kathedrale von Pozzuoli
- Der hl. Petrus Coelestinus lehnt die päpstliche Tiara ab, San Pietro a Maiella, Neapel, Beginn d. 1640er
- San Gennaro heilt eine Besessene, Sakristei der Cappella del Tesoro di San Gennaro, Dom von Neapel, 1641–46
- Anbetung der Hirten, (urspr. für die Chiesa del Divino Amore) Museo di Capodimonte, Neapel, um 1645
- Marienkrönung, (urspr. im linken Transept von San Giovanni Battista delle Monache) im Depot des Museo di Capodimonte, Neapel, ca. 1639–1649
- Rosenkranzmadonna mit Heiligen, Cappella Cacace-de Caro in San Lorenzo Maggiore, Neapel, 1642–1651
- Maria Immacolata, Chiesa di Gesù e Maria di Costantinopoli, L’Aquila (nach 1643)
- Bildnis des Jerome Bankes, Kingston Lacy House, Dorset, um 1650
- Reiterporträt des Don Íñigo Vélez de Guevara y Tassis, Graf von Oñate, Instituto Valencia de Don Juan, Madrid, 1650er
- Reiterbildnis des Beltrán Vélez de Guevara, Marquis von Campo Real, Museo de la Real Maestranza de Caballería, Ronda, 1650er
- Investitur des Hl. Aspreno durch den hl. Petrus, (urspr. in San Pietro ad Aram, Neapel) Palazzo Reale, Neapel, 1654 (mit Werkstatt)
- Verkündigung, Chiesa dell’Ave Gratia Plena, Marcianise, datiert 1655 (mit Werkstatt)
- Visitation, Cappella Merlino in Gesù Nuovo, Neapel (fertiggestellt durch Santillo Sannino)
- Hl. Dreifaltigkeit mit der Jungfrau Maria und dem Hl. Rochus, Sakristei von San Pietro in Vinculis, Neapel (ruiniert)

## Ehrungen
- Christusorden, verliehen am 2. Juli 1627 durch Urban VIII.
- Orden vom Goldenen Sporn („Speron d’oro“), verliehen durch Papst Gregor XV. am 14. Mai 1621. Zugleich Ernennung zum Pfalzgrafen („conte palatino“).[1]
- St. Georgs-Orden (Zeitpunkt der Ernennung unbekannt)